# Mikroseismik
Als Mikroseismik oder Bodenunruhe werden seismische Wellen bezeichnet, die ein Seismometer zwischen den eigentlichen Ereignissen aufzeichnet und daher oft als Hintergrundrauschen aufgefasst werden. Teil der Mikroseismik sind die kontinuierlichen Eigenschwingungen der Erde, ⁣⁣aber auch veränderliche und regionale Phänomene wie Wettereinflüsse, Meeresmikroseismik oder menschliche Einflüsse werden durch die Mikroseismik abgebildet. Der Begriff lässt sich statistisch definieren und wird auch als Gegenstück zur Makroseismik verwendet.
Inzwischen wird der Begriff auch für kleinere (mikroseismische) Ereignissen, wie Mikrobeben verwendet, welches aber korrekter als Mikroseismizität zu bezeichnen wäre. Im Weiteren wird die Mikroseismik als Bodenunruhe beschrieben.

## Entstehung
Bodenunruhe kann sowohl menschengemachte Einflüsse wie Verkehr und Industrie, als auch natürliche Einflüsse wie Wind, Starkregen, Erdgezeiten oder Wellen und Meeresbrandungen als Ursache haben. Auch schwache Fernbeben oder kurzperiodische Erdbebenschwärme können sich in größerer Entfernung als geringfügiges, pseuso-statistisches Zittern des Seismografen auswirken. Vom Menschen verursachte Bodenunruhe (Industrie, Verkehr) erstreckt sich auf Frequenzen von 1 Hz und höher. Niedrig-frequente Bodenunruhe wird v. a. durch Meeresrauschen im Periodenbereich von 5–20 s erzeugt.

## Auswertung
Die mikroseimische Bodenunruhe enthält neben Informationen über deren Quelle auch Informationen über den geologischen Untergrund längs des Laufwegs und insbesondere lokal unter dem Aufzeichnungsort. Mit geeigneten Methoden (Interferometrie) wird versucht, diese Informationen aufzuarbeiten. Das seismische Rauschen im Nahfeld der Erdbebenwarte wird durch deren spezielle Wahl auf geologisch stabilem Untergrund geringgehalten, wozu auch eine besondere Schwingungsdämpfung des Gebäudes beitragen kann.

## Meeresmikroseismik
Der Hauptanteil der Mikroseismik wird durch Wechselwirkungen der Meeresoberfläche mit der festen Erde, insbesondere durch Meeresbrandungen verursacht. Besonders stark ausgeprägt ist diese in Küstennähe (Amplituden bis zu 10 μm); auch im Innern von Kontinenten wird die Mikroseismik noch mit reduzierter Amplitude aufgezeichnet. Die ersten Seismometer, die diese schwächeren Bodenschwingungen messen konnten, wurden zu Beginn des 20. Jahrhunderts installiert.
Im Allgemeinen lässt sich die Meeresmikroseismik durch die Frequenzbereiche in primäre und sekundäre Meeresmikroseismik unterscheiden, welche jeweils lokal oder aus der Ferne registriert werden können. Dadurch entstehen 3 bis 4 Klassen an typischen Frequenzbereichen, die allerdings nicht standardisiert sind und sich regional unterscheiden. Die (ferne) primäre Mikroseismik liegt häufig bei etwa 0,04 bis 0,15 Hz, während sekundäre Mikroseismik oft bei einer Frequenz von etwa 0,08 bis 0,3 Hz zu beobachten ist. Die lokale Mikroseismik liegt für gewöhnlich bei höheren Frequenzen (<0,2 Hz), da die Wellenlänge der Wasserwellen, die auch die Wellenlänge des mikroseismischen Signals bestimmt, in Küstennähe niedriger als im offenen Meer.
Den unterteilten Frequenzen können unterschiedliche Entstehungsmechanismen zugeordnet werden. Der Entstehungsmechanismus der primären Meeresmikroseismik ist die Wechselwirkung zwischen den Schwerewellen des Ozeans und der Bathymetrie sowie das Einlaufen der Ozeanwellen auf dem Kontinentalschelf bzw. -hang. Dieser Mechanismus erzeugt Rayleigh- und Love-Wellen, wobei letztere häufig den größten Beitrag zum seismischen Wellenfeld leisten.  Der zweite Entstehungsmechanismus ist das Auftreten von stehenden Wellen (Überlagerung gegenläufiger Wellen z. B. durch Sturmsysteme oder Wellenreflexionen an Inseln). Dieser Entstehungsmechanismus verursacht meist Rayleigh-Wellen.

## Trivia
Im Rahmen der Operation Hamster waren Daten mikroseismischer Erschütterungen durch LKW-Verkehr von und zu einem NVA-Munitionsdepot das Ziel geheimdienstlicher Ermittlungen.